# Terremoto de Tehuacán de 1999
El terremoto de Puebla de 1999, conocido también como el terremoto del 1999, fue un evento telúrico que afectó al estado de Puebla, el 15 de junio de 1999. El sismo causó grandes daños en la entidad y dejó un saldo de 20 muertos, 2 de ellos en la Ciudad de México. El sismo tuvo como epicentro la ciudad de Tehuacán, Puebla.

## Historia
El día martes 15 de junio de 1999, a las 03:42 p. m. (UTC -6), la zona centro de México, principalmente el estado de Puebla, fue azotada por un sismo de 7,1  Mw y Grado VIII en la de Mercalli. El sismo tuvo una duración de 45 segundos, suficientes para dejar grandes daños en el estado, mismos que alcanzaron una cifra de más de 200 millones de pesos.

## Afectaciones
El sismo dejó afectaciones en más de 600 poblaciones, 34 mil viviendas, 1,200 escuelas, 841 escuelas, 88 hospitales y casi 800 inmuebles catalogados como patrimonio arquitectónico, siendo uno de los sismos más costosos en la historia de México, especialmente de Puebla.

#### En Puebla
En la capital poblana, algunos de los edificios históricos con mayores daños fueron el Palacio Municipal, el edificio Carolino de la universidad pública (BUAP), la Biblioteca Palafoxiana, la Catedral y las iglesias del Carmen, de San Francisco, de la Compañía de Jesús, de San Agustín, de San Gabriel, y de San Cristóbal.

#### En Tlaxcala
De acuerdo al informe técnico preparado por el Centro Nacional para la Prevención de Desastres de México, Cenapred, a causa de este terremoto, se habría presentado un fenómeno de licuación en el valle de Puebla-Tlaxcala.  
"En la región sur del estado de Tlaxcala, a unos 20 km y al noroeste de la ciudad de Puebla, se detectó la ocurrencia del fenómeno de licuación. El área afectada corresponde a una zona rural situada a unos 140 km del epicentro, caracterizada por plantíos de maíz, a unos 100 m de la orilla del río Zahuapan, mismo que aguas abajo se conoce como Atoyac y luego Balsas. El efecto de este fenómeno fue prácticamente nulo. Sin embargo, la ocurrencia por sí misma de licuación, es un hecho importante, ya que fue muy interesante constatar que este fenómeno se pueda dar en el Altiplano Central. En efecto, hasta donde se conoce, es la primera vez que se documenta licuación en el valle de Puebla-Tlaxcala".

#### En la Ciudad de México
La intensidad en la Ciudad de México fue muy baja. Los únicos daños fueron una caída de una pequeña barda de mampostería y algunos daños no documentados en edificios porfirianos en la colonia Roma